# باب فالکنبورگ
باب فالکنبورگ (انگلیسی: Bob Falkenburg؛ ۲۹ ژانویهٔ ۱۹۲۶ – ۶ ژانویهٔ ۲۰۲۲) تنیس‌باز اهل ایالات متحده آمریکا بود.

## درگذشت
باب در ۶ ژانویه ۲۰۲۲ در سن ۹۵ سالگی در سانتا اینز، کالیفرنیا درگذشت.